# Terre Blanche Ladies Open
Het Terre Blanche Ladies Open is een open golftoernooi van de LET Access Series {LETAS).
De LETAS werd in 2010 opgericht en dit toernooi was het eerste toernooi van die Tour dat werd gespeeld. Het vindt steeds plaats op de Golf de Terre Blanche bij Nice.
Caroline Afonso won in 2010 de eerste editie, ze won dat seizoen ook nog het La Nivelle Ladies Open en uiteindelijk de Order of Merit.

## Winnaressen
| Jaar | Winnares             | Score | Score | Info                                               |
| ---- | -------------------- | ----- | ----- | -------------------------------------------------- |
| 2010 | Caroline Afonso      | 221   | +5    | Uitslag                                            |
| 2011 | Henrietta Zuel       | 140   | -6    | Uitslag, ingekort wegens zware regenbuien          |
| 2012 | Marion Ricordeau     | 211   | -8    | Uitslag, Marieke Nivard en Lien Willems werden T2. |
| 2013 | Sophie Giquel-Bettan | 211   | -8    | Uitslag                                            |